# 스케치패드
스케치패드(영어: Sketchpad), 또는 로봇 장인(영어: Robot Draftsman)은 1963년 이반 서덜랜드가 박사학위 논문을 위해 작성한 컴퓨터 프로그램이다. 이 프로그램으로 서덜랜드는 1988년 튜링 상을, 2012년에는 교토상을 수상했으며 이 작품을 통해 인간-컴퓨터 상호작용(HCI) 방법론을 개척했다고 평가받는다.
스케치패드는 현대의 컴퓨터 지원 설계(CAD) 프로그램의 조상일뿐 아니라 일반적으로 컴퓨터 그래픽스 일반의 발전에 주요한 돌파구를 제시했다. 예를 들어 그래픽 사용자 인터페이스(GUI)는 스케치패드뿐 아니라 현대의 객체 지향 프로그래밍에서 비롯된 것이었다. 이반 서덜랜드는 컴퓨터 그래픽스가 인간-컴퓨터 상호작용의 새로운 방식을 보여주는 동시에, 컴퓨터 그래픽이 예술과 기술적인 목적에 둘 다 사용될 수 있음을 증명하였다.

## 하드웨어
스케치패드는 매사추세츠 공과대학교가 1958년 생산한 링컨 TX-2 컴퓨터에서 구동되었다.

## 출판물
스케치패드 프로그램은 MIT의 박사 학위 논문의 일부이자 부록이었으며, 이 시기 이루어지고 있던 컴퓨터 보조 디자인 프로젝트와 부분적으로 연관되어 있다.